# Edgar Flores
Édgar Flores (* 1. Dezember 1988 in Tegucigalpa, Honduras) ist ein honduranischer Schauspieler. Er ist vor allem für seine Rolle als El Casper in Cary Joji Fukunagas Filmdrama Sin nombre bekannt, wofür er 2009 am Internationalen Filmfestival von Stockholm als bester Schauspieler ausgezeichnet wurde.

## Leben
Flores arbeitete als Fahrzeuglackierer, bevor er im Alter von 17 Jahren sein Debüt in einer Nebenrolle der honduranischen Fernsehserie Diferente a todos gab. 2007 bewarb er sich bei einem nationalen Casting für Sin Nombre, das einen „typischen Honduraner“ für die Hauptrolle suchte. Obwohl Flores eine hellere Hautfarbe als die meisten Honduraner hat, wurde er engagiert.

## Auszeichnungen
- Bester Schauspieler Internationales Filmfestival von Stockholm (2009)

## Filmografie (Auswahl)
- 2008: El cuarto oscuro
- 2009: Sin Nombre
- 2016: El Paletero
- 2020: 90 Minutos